# Comuna Hrîșivți, Tîvriv
Hrîșivți (în ucraineană Гришівці) este o comună în raionul Tîvriv, regiunea Vinnița, Ucraina, formată din satele Hrîșivți (reședința) și Kobelețke.

## Demografie
Componența lingvistică a satului Hrîșivți
     Ucraineană (98,35%)
     Alte limbi (1,25%)
Conform recensământului din 2001, majoritatea populației satului Hrîșivți era vorbitoare de ucraineană (98,35%), existând în minoritate și vorbitori de alte limbi.